# Team Galaxy
A Team Galaxy a Jetix tv-csatornán sugárzott animációs rajzfilmsorozat. A Marathon Production (egyben a Született kémek készítője is) sorozatát egy kétdimenziós animáció ihlette. A történet három gimnazista köré épül, akik a Galaxy High nevű elit iskolába járnak, és az az álmuk, hogy igazi space marshallok legyenek.

## Szereplők
- Brett – Magyar hangja: Penke Bence
- Josh – Magyar hangja: Posta Victor
- Yoko – Magyar hangja: Kálmánfi Anita
- Kirkpatrick igazgató – Magyar hangja: Rosta Sándor

## Magyarországi adások
- Hétköznaponként:14:20
- Hétvégenként: 14:20

## Epizódlista
1. The New Recruit – Az Új Kadét
2. Intergalactic Road trip – Csillagközi Túra
3. Brett's Brian – Agy Van Nagy
4. Psycho-Cycle – Pszicho Cikli
5. Intergalactic ahoy – Az Űr Farkasai
6. H2O-NO – Vízvadászat
7. Emperor Brett – Brett, a császár
8. Miss Cosmos – Miss Cosmos
9. Yoko's Secret – Yoko Titka
10. Shipwrecked – Hajótöröttek
11. When Josh Attacks – Josh Blöffje
12. Alien Brett – Izomagyú
13. Conference-Tation – Béke Konferencia
14. Comet Surfing – Tökös ÜsTökös Szörfösök
15. Robot Reboot – Robot Újratöltés
16. Mega Moon Mints – Mega hold-drazsé
17. Dance Dance Elimination – Táncolj, táncolj még!
18. How Much is that Human in the Window? – Karácsonyi viszontakságok
19. Class of 2051 – A 2051-es Osztály
20. Mini Marshals – Segítség! Töpörödünk!
21. Brett Squared – Brett Kettérepedt
22. Cosmic Crisis – Borotva-élen
23. Recycle Rampage – Az ámokfutó újrahszonító
24. Circus of the Stars, Part 1 – Csillagközi cirkusz, 1. rész
25. Circus of the Stars, Part 2 – Csillagközi cirkusz, 2. rész
26. Circus of the Stars, Part 3 – Csillagközi cirkusz, 3. rész